# Victor Munga Odera
Victor Munga Odera (* 11. Dezember 1979) ist ein kenianischer Badmintonspieler. 

## Karriere
Victor Munga Odera startete 2010 und 2014 bei den Commonwealth Games. 2010 startete er in allen vier möglichen Disziplinen, 2014 nur im Einzel und mit der Mannschaft. Beste Platzierung war Rang 17 im Einzel im Jahr 2014.

## Sportliche Erfolge
| Saison | Veranstaltung           | Disziplin | Platz | Partner       |
| ------ | ----------------------- | --------- | ----- | ------------- |
| 2006   | Commonwealth Games 2006 | MD        | 17    | Daniel Opondo |
| 2006   | Commonwealth Games 2006 | XD        | 17    | Irene Kerimah |
| 2010   | Commonwealth Games 2010 | MS        | 33    |               |
| 2014   | Commonwealth Games 2014 | MS        | 17    |               |